# クリスタ・バンサント
クリスタ・ヘンドリクソン（Krista Hendrickson、旧姓：バンサント、女性、1993年3月31日 - ）は、アメリカ合衆国の元バレーボール選手。元アメリカ合衆国代表。

## 来歴
1993年、アメリカ合衆国のカリフォルニア州ウィッティア出身。2011年にワシントン大学に進学した。大学時代には2013年にNCAA女子バレーボール選手権にてプレーヤー・オブ・ザ・イヤーを受賞した。
2015年、アメリカ合衆国代表に初選出される。同年6月のパンアメリカンカップで金メダルを獲得し、自身も大会MVPとベストアウトサイドヒッター賞に選ばれた。
2018年にインディアナ大学のコーチに就任し3シーズン過ごした後、2022年からイリノイ大学のコーチを務めている。

## 球歴
- ワールドグランプリ - 2015年
- パンアメリカンカップ - 2015年（金メダル）

## 受賞歴
- 2013年 NCAA女子バレーボール選手権 MVP
- 2015年 パンアメリカンカップ MVP、ベストアウトサイドヒッター賞
- 2015年 パンアメリカン競技大会　ベストアウトサイドヒッター賞

## 所属クラブ
- ワシントン大学（2011-2014年）
- VBCチューリッヒ（2015-2016年）